# Turnera melochia
Turnera melochia är en passionsblomsväxtart som beskrevs av José Jéronimo Triana och Planch.. Turnera melochia ingår i släktet Turnera och familjen passionsblomsväxter. Utöver nominatformen finns också underarten T. m. ramosissima.